# Russell Square (stacja metra)
Russell Square – stacja metra w Londynie znajdująca się naprzeciwko Russell Square w londyńskiej dzielnicy Bloomsbury. Stacja znajduje się na linii Piccadilly, między Holborn a King's Cross St Pancras, w strefie 1. Niedaleko stacji znajduje się Muzeum Brytyjskie, główny kampus Uniwersytetu Londyńskiego, Great Ormond Street Hospital, Russell Square Gardens, czy Brunswick Center.

## Historia
Stacja została otwarta przez Great Northern, Piccadilly i Brompton Railway w dniu 15 grudnia 1906 r. Jej projektantem był Leslie Green.
7 lipca 2005 r. podczas skoordynowanego ataku bombowego, wybuch w pociągu jadącym między King's Cross St. Pancras i Russell Square spowodował śmierć 26 osób. Kolejna bomba wybuchła później w autobusie na placu Tavistock. Tablica upamiętniająca ofiary, identyczna jak ta na stacji metra King's Cross St Pancras, znajduje się właśnie na tej stacji.

## Stacja dziś

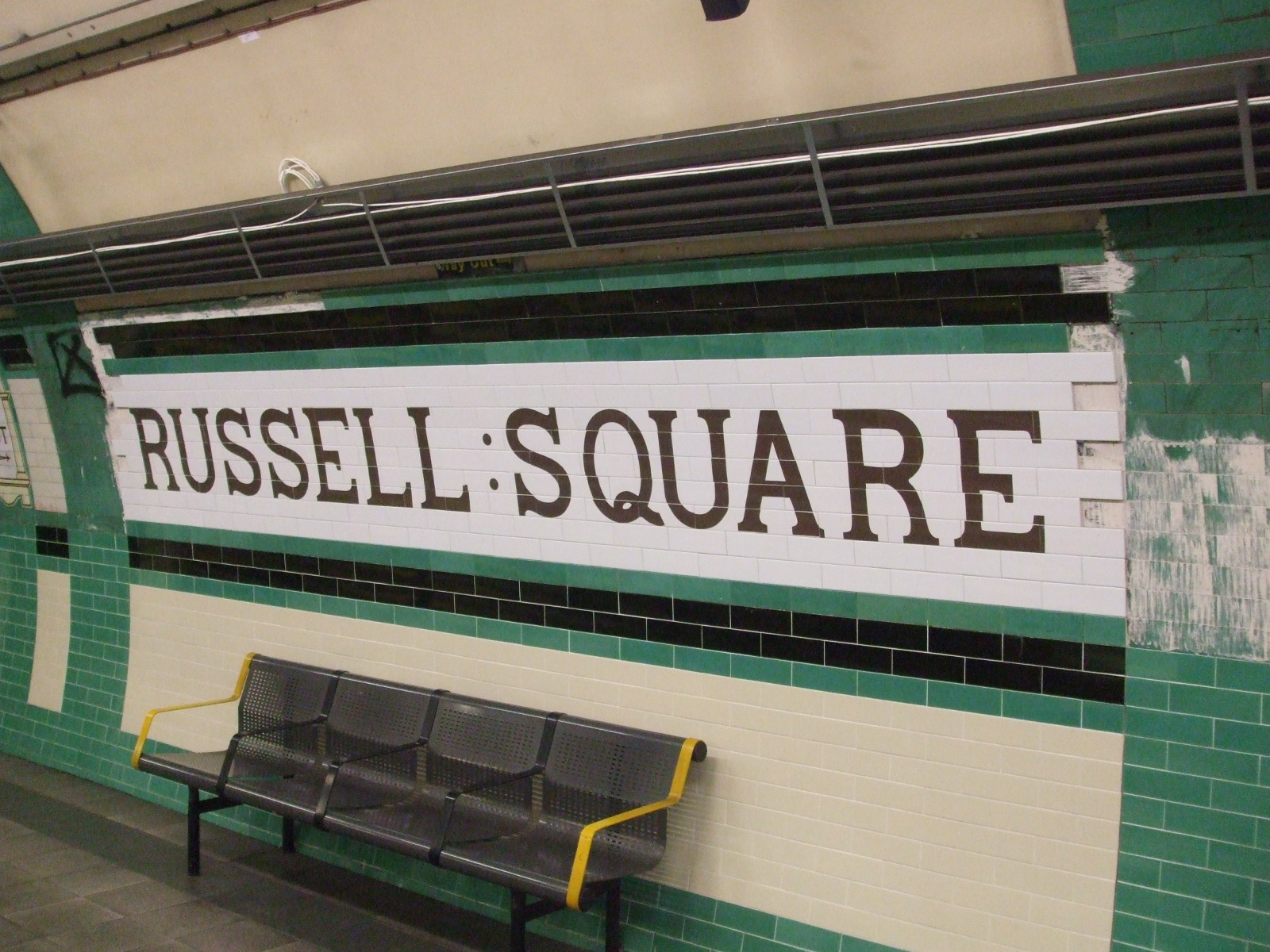
Stacja Russell Square w Londynie

Stacja jest budynkiem wymienionym w klasie II Zabytków Wielkiej Brytanii. Ma trzy windy. Wszystkie są pięćdziesięcioosobowymi windami zbudowanymi przez firmę Wadsworth. Nie ma schodów ruchomych, ale do platform można dotrzeć spiralnymi schodami z 177 stopniami. Stacja ma cztery automaty telefoniczne, siedem bram, usługę Wi-Fi i fotobudkę. Do ów miejsca można dojechać londyńskimi autobusami 59, 68, 91, 168, 188, X68, N91, N98. Stacja metra była przedstawiona w horrorze z 1972 Death Line oraz w Secret Weapon z 1990 roku.